# Крашево (Поморське воєводство)
Крашево (пол. Kraszewo, нім. Pruppendorf) — село в Польщі, у гміні Старе Поле Мальборського повіту Поморського воєводства.
Населення — 151 особа (2011).
У 1975-1998 роках село належало до Ельблонзького воєводства.

## Демографія
Демографічна структура станом на 31 березня 2011 року:
|          | Загалом | Допрацездатний вік | Працездатний вік | Постпрацездатний вік |
| -------- | ------- | ------------------ | ---------------- | -------------------- |
| Чоловіки | 76      | 18                 | 54               | 4                    |
| Жінки    | 75      | 18                 | 44               | 13                   |
| Разом    | 151     | 36                 | 98               | 17                   |